# Sân bay Gia Dục Quan

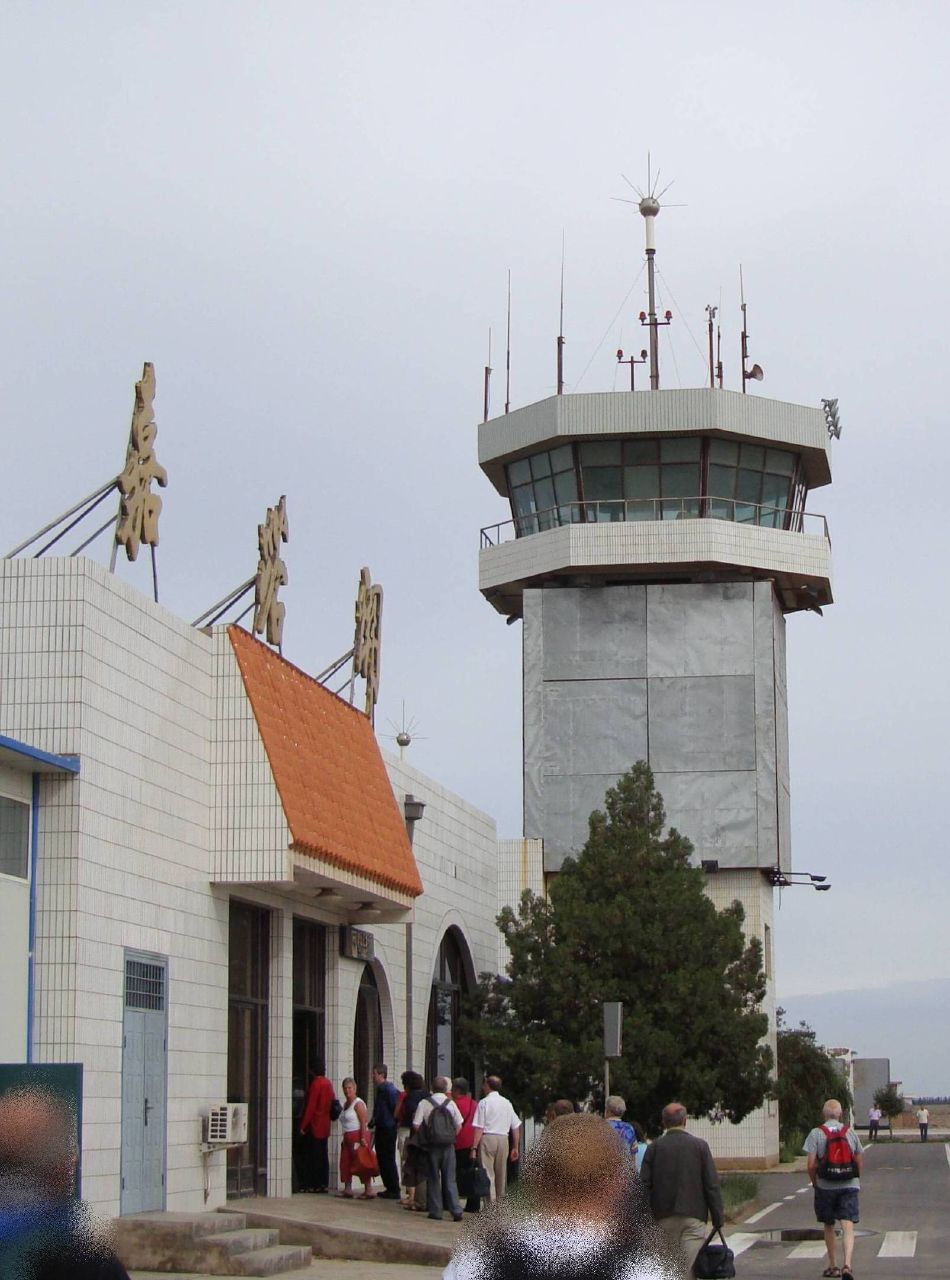
Sân bay Gia Dục Quan

Sân bay Gia Dục Quan (giản thể: 嘉峪关机场; phồn thể: 嘉峪關機場) nằm ở Gia Dục Quan (địa cấp thị), Cam Túc, Trung Quốc (IATA: JGN, ICAO: ZLJQ).

## Hãng hàng không và điểm đến
- Shandong Airlines (Lan Châu)
- Shanghai Airlines (Lan Châu, Tây An)